# نيفيل ديدي
نيفيل ديدي (بالألبانية: Nevil Dede‏) هو لاعب كرة قدم ومدرب كرة قدم ألباني في مركز الدفاع، ولد في 10 يناير 1975 في تيرانا في ألبانيا. شارك مع منتخب ألبانيا لكرة القدم. أما مع النوادي، فقد لعب مع نادي تيرانا ونادي غوانغجو آر أند إف.

## وصلات خارجية
- نيفيل ديدي على موقع الاتحاد الدولي (مؤرشف)  (الإنجليزية)
- نيفيل ديدي على موقع قاعدة بيانات كرة القدم.إي يو (الإنجليزية)
- نيفيل ديدي على موقع ناشيونال فوتبول تيمز (الإنجليزية)
- نيفيل ديدي على موقع عالم كرة القدم.نت (الإنجليزية)